# Powódź nad Missisipi (2011)
Powódź nad Missisipi miała miejsce w Stanach Zjednoczonych w okresie od kwietnia do czerwca 2011 roku, i wystąpiła wzdłuż rzeki Missisipi. Jedna z największych powodzi, która dotknęła ten rejon Stanów Zjednoczonych, porównywalna do powodzi z lat 1927 i 1993. W kwietniu utworzyły się dwa główne systemy burzowe, które spowodowały wystąpienie obfitych opadów deszczu i podnoszenie się poziomu wód w dorzeczu Missisipi. Na początku maja rzeki dodatkowo zostały zasilone wodą pochodzącą z wiosennych roztopów. Powodzią zostało dotkniętych siedem stanów położonych wzdłuż rzeki Missisipi: Illinois, Missouri, Kentucky, Tennessee, Arkansas, Mississippi i Louisiana. Prezydent Barack Obama ogłosił w zachodnich hrabstwach następujących stanów Kentucky, Tennessee i Mississippi stan klęski żywiołowej. W celu ochrony dwóch największych miast stanu Louisiana tj. Baton Rouge i Nowy Orlean 14 maja zostały otworzone śluzy zapory Morganza Spillway.
Wielu mieszkańcom nakazano ewakuacje, ponad 1300 domów musiało zostać ewakuowanych w stanach Memphis i Tennessee oraz około 24500 w Louisiana i Mississippi. Straty spowodowane przez powódź zostały oszacowane od 2 do 4 miliardów  USD.
W stanach Missouri i Illinois Korpus Inżynieryjny Armii Stanów Zjednoczonych w celu zapobiegnięcia zalania miasta Cairo wysadził wały systemu obronnego Birds Point-New Madrid Floodway, zalanych zostało 530 km² ziemi w hrabstwie Mississippi.
W Tennessee w mieście Dyersburg ewakuowano ponad 600 domów z regionów zagrożonych zalaniem. W Memphis ewakuowano 5200 mieszkańców. 10 maja w Memphis rzeka osiągnęła najwyższy poziom od roku 1937 (wówczas 14,8 m) i wyniósł 14,6 m.
W stanie Arkansas zalana została międzystanowa autostrada nr 40. W wyniku powodzi w Arkansas zginęło 14 osób.